# Aheds Knie
Aheds Knie ist ein Filmdrama von Nadav Lapid, das im Juli 2021 bei den Internationalen Filmfestspielen von Cannes seine Premiere feierte. Der Film war hier für die Goldene Palme nominiert, und der Regisseur wurde mit dem Preis der Jury ausgezeichnet. Der Kinostart in Deutschland erfolgte am 17. März 2022.

## Handlung
Der Mittvierziger „Y.“ gesprochen „Yud“, ein israelischer Filmemacher, reist von Tel Aviv auf Einladung der Regierung zu einer Sondervorführung eines seiner Werke in ein abgelegenes Wüstendorf in der Arava. Dort, südlich des Beckens des Toten Meeres in der israelisch-jordanischen Grenzregion, wird er von der jungen Mitarbeiterin des Kultusministeriums namens Yahalom begrüßt. Sie ist die stellvertretende Direktorin der Bibliotheksabteilung, schätzt seine Filme, und er lässt sich auf einen Flirt mit ihr ein.

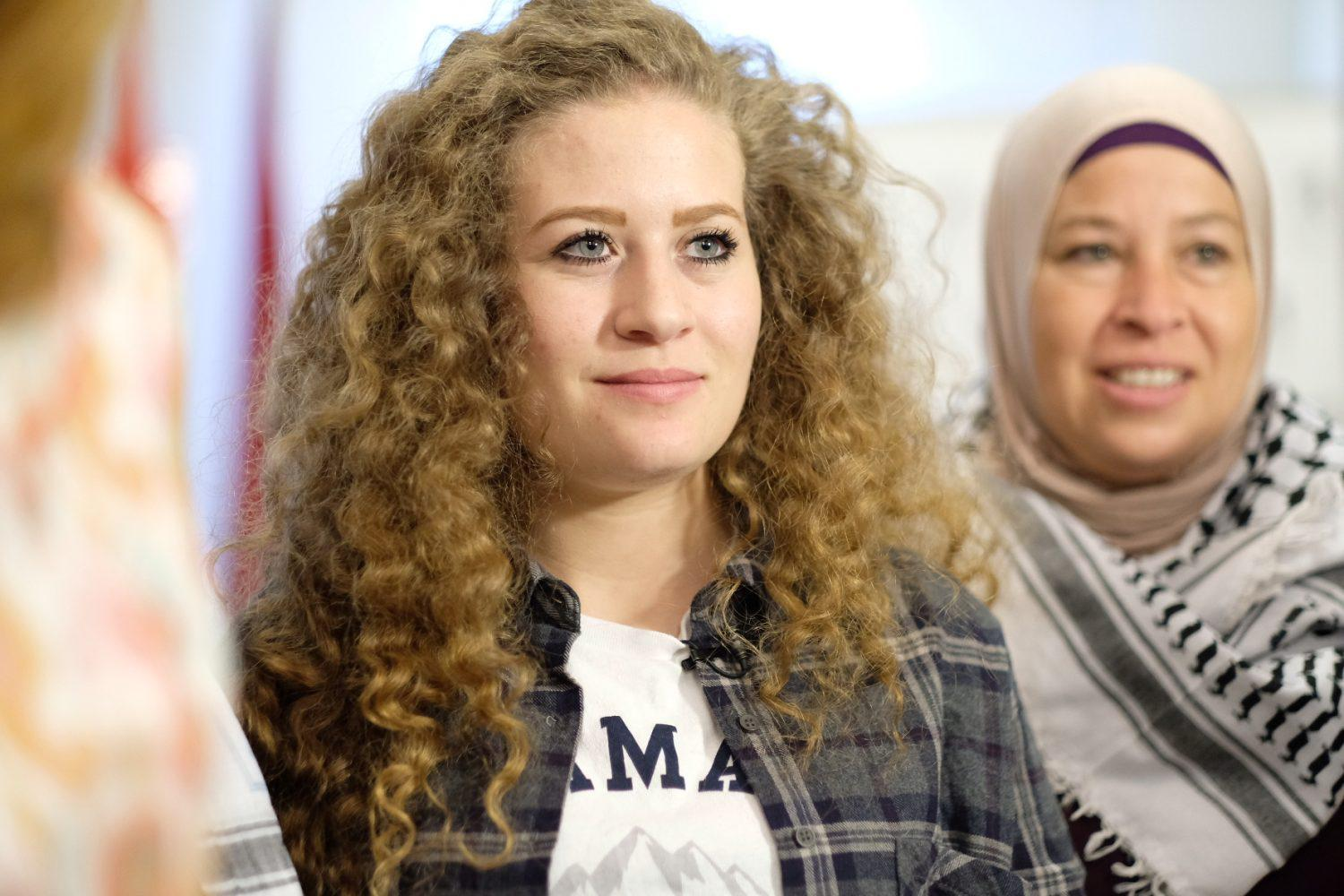
Yud will einen Film über Ahed Tamimi drehen. Nachdem diese einen Soldaten geohrfeigt hatte, machten israelische Politiker Stimmung gegen sie und reagierten sogar mit Gewaltfantasien

Gerade noch wurde Yuds Film, den er bei den Berliner Filmfestspielen vorstellte, gefeiert. Nun will er einen Film über die junge palästinensische Aktivistin Ahed Tamimi drehen, die einige Jahre zuvor vor laufenden Kameras einen israelischen Soldaten geohrfeigt hatte und hierfür anschließend ins Gefängnis musste. Hochrangige israelische Politiker hatten Stimmung gegen sie gemacht und sogar mit Gewaltfantasien für ihre Verfehlung reagiert. Ein Knesset-Sprecher hatte sich später gar geäußert, man hätte dem 17-jährigen Mädchen in die Kniescheibe schießen sollen. Yud weiß, dass es schwer sein wird, staatliche Förderung für diesen Film zu bekommen, nicht zuletzt, weil der israelische Filmfonds begonnen hat, seine Unterstützung für subversive Projekte zurückzuziehen.
Bevor Yud bei einem Q&A auf der Bühne Fragen beantwortet, soll er eine Erklärung unterschreiben, was er dabei sagen darf und was nicht.  Auch wenn Yud seine Heimat liebt, kann er es einfach nicht mehr ertragen, mit welcher Willkür die Machthaber versuchen, das Leben der Bürger und Kunstschaffenden zu kontrollieren. Er sieht die Freiheit in seinem Land bedroht, auch seine persönliche. Filmemacher erhalten Auflagen, welche Themen sie in ihren Filmen behandeln dürfen und welche nicht, und werden bei Nichteinhaltung dieser schnell auf eine schwarze Liste gesetzt.
Als Yud sich Yahalom gegenüber anvertraut und von seinen traumatischen Erfahrungen als junger Soldat erzählt, kommt es zwischen den beiden zu einer Auseinandersetzung.

## Produktion und Hintergrund

### Nadav Lapid und sein gespaltenes Verhältnis zu Israel
Regie führte Nadav Lapid, der auch das Drehbuch schrieb. Ahed’s Knee ist ein sehr persönlicher Film für ihn. Er begann die Arbeiten am Drehbuch einen Monat nach dem Tod seiner Mutter im Juni 2018, die bei seinen letzten Filmen als Filmeditorin für ihn tätig war. Er schrieb das Drehbuch in zwei Wochen. Eine Folge dieser kurzen Schreibphase sei es gewesen, dass es keine Zeit gab, zu meditieren oder Menschen um Rat zu fragen. Nach eigenen Aussagen hatte Lapid das Gefühl, dass der israelische Staat für ihn unerträglich geworden ist und entschied sich bei diesem Film, auf eine gewisse Ambivalenz, die er noch in Synonymes an den Tag legte, zu verzichten: „Ich habe versucht, im Drehbuch so direkt und brutal und ehrlich und aufrichtig wie möglich zu sein. Die Wahrheit ist schrecklich.“
Der kryptisch einfach nur „Y.“ genannt Regisseur im Film ist unverkennbar das Alter Ego von Lapid selbst. Dieser spreche auf diese Weise so direkt zu seinem Publikum, wie es einem Filmemacher in einem fiktiven Werk möglich ist, so Thomas Schultze in Blickpunkt:Film. Wie Regisseur Yud im Film hatte auch Lapid seinen letzten Film bei den Berliner Filmfestspielen vorgestellt, in seinem Fall Synonymes. Ebenso thematisiert er seine Mutter, wenn Yed mit der seinen, die krank ist, telefoniert.

### Ahed Tamimi und ihr antizionistischer Aktivismus
Lapid spielt mit dem Titel seines Films zwar einerseits auf eine junge Frau in einem Film von Rohmer an, in erster Linie bezieht sich der Titel jedoch auf das Knie von Ahed Tamimi und deren Geschichte. Im Dezember 2012 wollte ein israelischer Soldat ihren Bruder festnehmen, worauf sie (zu diesem Zeitpunkt 11 Jahre alt) die Faust gegen ihn erhob. Bilder und Videos dieser Szene machten sie insbesondere in sozialen Medien als eine Symbolfigur der Proteste gegen die israelische Besetzung des Westjordanlands international bekannt. Die junge Palästinenserin musste im Jahr 2018 ins Gefängnis, weil sie einen Soldaten geschlagen hatte. Drei Jahre zuvor, 2015, war Tamimi abermals in den Fokus der Öffentlichkeit geraten, da sie einen israelischen Soldaten tätlich angegriffen und in die Hand gebissen hatte, weil dieser ihren Bruder wegen Steinewerfens hatte festnehmen wollen.
Der Parlamentsabgeordnete Bezalel Smotrich hielt eine andere Strafe für angemessen und twitterte im April 2018: „Meiner Meinung nach hätte sie zumindest eine Kugel in die Kniescheibe bekommen müssen. [...] Das hätte sie für den Rest ihres Lebens unter Hausarrest gestellt.“

### Die Kulturpolitik Israels unter Miri Regev

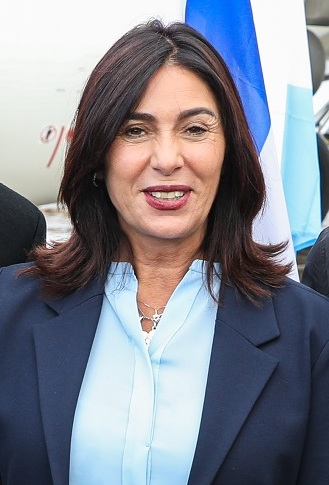
Israels ehemalige Ministerin für Kultur und Sport Miri Regev

Die Erklärung, die Yed im Film unterschreiben muss, verdeutlicht die umstrittene, nationalistische Kulturpolitik der ehemaligen Ministerin Miri Regev, nach der Filmprojekte, die öffentliche Gelder erhalten wollten, inhaltlich überprüft werden mussten.
Die israelische Offizierin und Politikerin der Likud-Partei gehörte ab 2009 der Knesset an und war von Mai 2015 bis Mai 2020 Ministerin für Kultur und Sport. Bei den Parlamentswahlen im Januar 2013 sowie im März 2015 wurde Regev erneut in die Knesset gewählt, wobei sie 2015 auf dem sicheren fünften Listenplatz antrat und bei der Bildung der neuen Regierung das Amt der Kulturministerin übernahm.
Ihre gesamte Amtsführung führte teilweise zu Protest in der Kulturszene Israels. Zahlreiche Schauspieler und Regisseure sprachen sich gegen ihre Politik aus, die „anti-demokratische Maßnahmen“ gegen Künstler beinhalte, die nicht mit den Ansichten der Ministerien übereinstimmten. So drohte Regev etwa mit der Kürzung staatlicher Zuschüsse, nachdem sich der israelische Schauspieler Norman Issa weigerte, vor Siedlern im Westjordanland aufzutreten, und rechtfertigte dies damit, dass Issas Weigerung unpatriotisch sei.

### Dreharbeiten und Veröffentlichung
Gedreht wurde an 18 Tagen im Dezember 2020 in Israel. Als Kameramann fungierte Shaï Goldman.
Die Premiere erfolgte am 7. Juli 2021 bei den Internationalen Filmfestspielen von Cannes, wo der Film um die Goldene Palme konkurrierte. Begleitend zur Premiere wurde der erste Trailer vorgestellt. Ende August 2021 wurde er beim Filmfestival Karlovy Vary in der Sektion Horizons vorgestellt. Im September 2021 erfolgten Vorstellungen beim Toronto International Film Festival. Ende September, Anfang Oktober 2021 wurde er beim New York Film Festival gezeigt und hiernach beim Busan International Film Festival. Ende Oktober 2021 wurde er im Rahmen der Viennale vorgestellt. Im November 2021 wird er beim AFI Fest gezeigt. Der Kinostart in Deutschland erfolgte am 17. März 2022. Ende März, Anfang April 2022 wird er beim Vilnius International Film Festival gezeigt.

## Rezeption

### Kritiken
Der Film konnte bislang 75 Prozent aller Kritiker bei Rotten Tomatoes überzeugen. Auf Metacritic erhielt der Film einen Metascore von 79 von 100 möglichen Punkten.

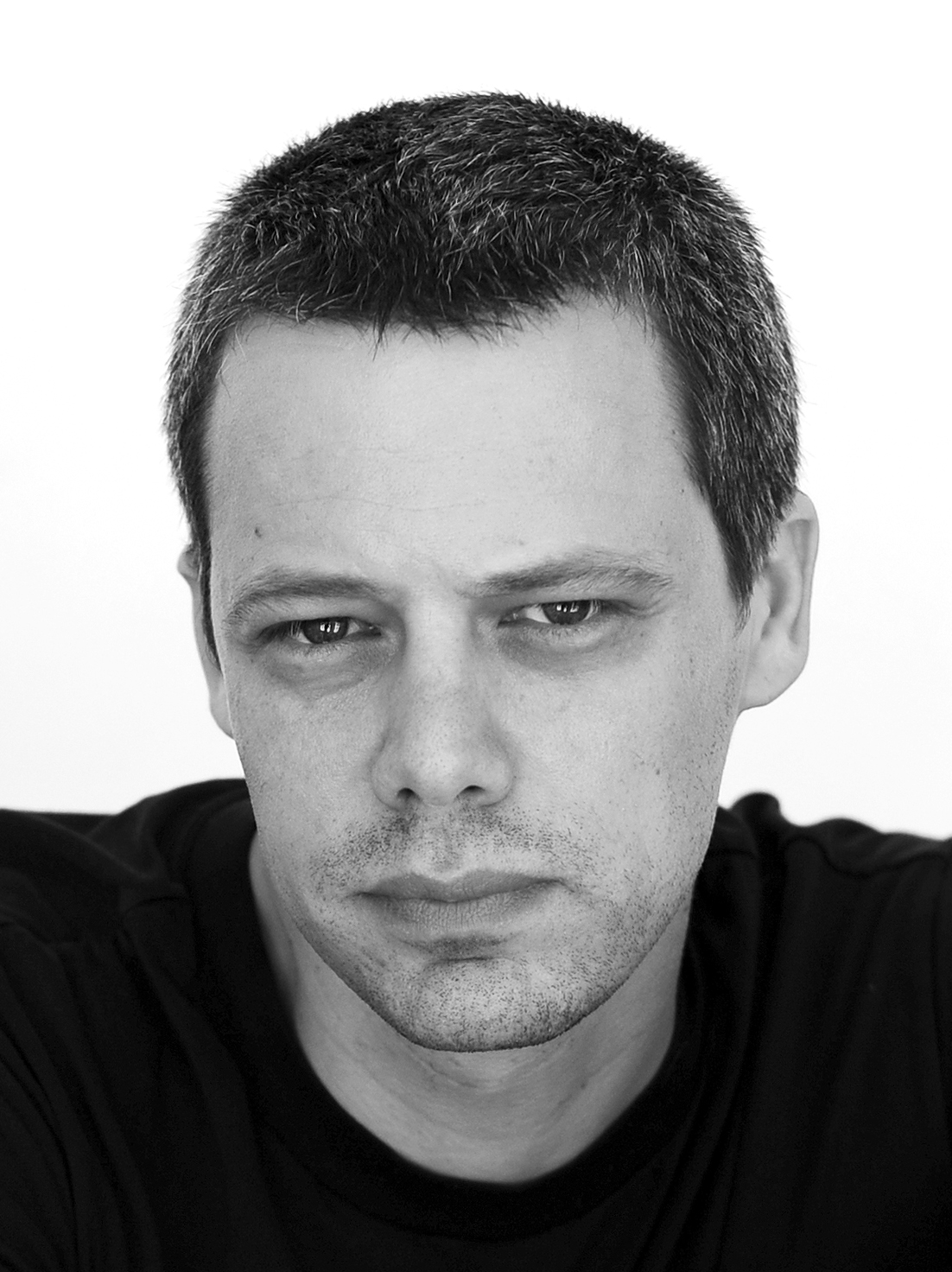
Avshalom Pollak spielt Nadav Lapids Alter Ego Y

Michael Meyns schreibt in seiner Funktion als Filmkorrespondent der Gilde deutscher Filmkunsttheater, Nadav Lapid übe mit seinem Film drastische Kritik an den von Kulturministerin Miri Regev erlassenen Regelungen, die Einfluss auf die öffentliche Meinung nehmen wollte, und auch am ganzen Land. Sein Alter Ego Y zeige er als wütenden, aufbrausenden aber auch nicht gerade sympathischen Wutbürger. Er beschreibt Aheds Knie als einen roh dahingeworfenen Film, der lange Zeit von seiner wütenden Energie lebt, die aber auf Dauer auch ermüde. So stilistisch eindrucksvoll der Film sei, wirke er wie eine Skizze, da der Regisseur keine Geschichte im klassischen Sinn erzählt, sondern Gedanken, Ideen, Kritikpunkte assoziativ aneinanderreihe, so Meyns.
Andreas Busche schreibt im Tagesspiegel, wie schon in Lapids Synonymes von 2019 gehe es Aheds Knie um einen Exorzismus. In Ersterem wanderte ein junger Israeli nach Paris aus, um seine Muttersprache aus dem System zu kriegen, was eine schöne metaphorische Wendung für das Unbehagen gegenüber der Heimat, eine Mischung aus radikaler Poesie in Wort und Bewegung, gewesen sei. In Aheds Knie schlage diese Leichtigkeit in eine Art filmischen Amoklauf um: „Lapid verzichtet meist auf Schnitte und arbeitet mit Reißschwenks in alle Himmelrichtungen. Das Gefühl der Orientierungslosigkeit überträgt sich bald auf den Film, die Wut lässt sich nicht mehr steuern.“

### Auszeichnungen
Der Film befand sich in einer Vorauswahl für den Europäischen Filmpreis 2021. Im Folgenden weitere Auszeichnungen und Nominierungen.
Around the World in 14 Films 2021
- Nominierung im Wettbewerb[25]

Internationale Filmfestspiele von Cannes 2021
- Auszeichnung mit dem Preis der Jury (Nadav Lapid)
- Nominierung für die Goldene Palme (Nadav Lapid)

## Synchronisation
Die deutsche Synchronisation entstand nach einem Dialogbuch und der Dialogregie von Roland Hüve im Auftrag der logoSynchron GmbH, Köln.
| Darsteller         | Synchronsprecher     | Rolle       |
| ------------------ | -------------------- | ----------- |
| Avshalom Pollak    | Dirk Hardegen        | X/Y.        |
| Jonathan Kugler    | Felix Bold           | X/Y. (jung) |
| Nur Fibak          | Jenny Laura Bischoff | Yahalom     |
| Mili Eshet         | Anna Röser           | Bar         |
| Naama Preiss       | Rebecca-Madita Hundt | Casterin    |
| Amit Shoshani      | Markus J. Bachmann   | der Andere  |
| Lidor Ederi        | Katrin Heß           | Narkis      |
| Yehonathan Vilozni | Christian Wunderlich | Offizier    |
| Maya Shpak         | Judith Jakob         | Pilotin     |
| Yoram Honig        | Thomas Balou Martin  | Shabtai     |